# Tra due risvegli
Tra due risvegli è un film italiano del 1993 diretto da Amedeo Fago e scritto dallo stesso Fago con Paolo Breccia e Lia Francesca Morandini.

## Trama
Mavi, donna architetto, ama un giornalista con cui vive a Roma, ma anche un chirurgo in Liguria. Un incidente ferroviario in cui rimane coinvolta mette i due uomini a confronto.